# Artiom Kiouregkian
Artiom Kiouregkian (n. 9 septembrie 1976, Leninakan, Republica Sovietică Socialistă Armeană, URSS) este un luptător ce a reprezentat Armenia, medaliat olimpic. A participat la o ediție a Jocurilor Olimpice (2004) în care a câștigat o medalie de bronz.

## Participări
Lista de mai jos prezintă principalele competiții la care a participat Artiom Kiouregkian de-a lungul carierei.
- wrestling at the 2004 Summer Olympics – men's Greco-Roman 55 kg[*]